# وقار وحشی
وقار وحشی (انگلیسی: Savage Grace) فیلمی در ژانر زندگی‌نامه‌ای، جنایی، و درام است که در سال ۲۰۰۷ منتشر شد. فیلم، داستان زندگی نجیب زاده‌ای به نام باربرا دلی بیکلند و پسرش آنتونی و رابطهٔ نامشروع آن دو با یکدیگر می‌باشد.

## بازیگران
- جولیان مور
- استیون دیلین
- ادی ردمین
- هیو دنسی
- النا آنایا
- بلن روئدا
- اوناش اوگالده
- بارنی کلارک
- ان رید
- برندن پرایس